# Сібо I де Клермон
Сібо I де Клермон ( фр. Sibaud I de Clermont) - французький аристократ, перший відомий представник будинку Клермон-Тоннер, барон Клермона.

## Біографія
Сібо де Клермон народився наприкінці XI ст.
Збудував перший замок Клермонів у Ширені, на північ від Вуарона (сучасний Ізер) .
Його присутність засвідчена у договорі 1094 року укладеному між Гі Бургундським (майбутній папа Калікст II ) та його братом Рено II Бургундським. Брав участь у Першому хрестовому поході Урбана II  .

## Шлюб та нащадки
Невідомо коли Сібо I одружився з Аделаїзою (або Адлаїзою) з дома Альбонов. У пари була принаймні одна дитина, Сібо II де Клермон  .
Його інший син - Жоффруа згадується лише Франсуа-Олександром Обером де ла Шене де Буа. Суперечлива інформація про його третього сина - Амеда д'Отерива, проте більшість джерел згодні з тим, що його син — святий Амеде Лозаннский  .
1. ↑  Maison de Clermont-Tonnerre - Isère - Clermont. www.clermont-tonnerre.fr. Maison de Clermont-Tonnerre. Архів оригіналу за 15 квітня 2022. Процитовано 15 novembre 2012..
2. ↑  Maison de Clermont-Tonnerre - Histoire. www.clermont-tonnerre.fr. Maison de Clermont-Tonnerre. Архів оригіналу за 31 травня 2022. Процитовано 15 novembre 2012..
3. ↑  François-Alexandre Aubert de La Chesnaye des Bois, Dictionnaire de la noblesse, contenant les généalogies, l’histoire et la chronologie des familles nobles de France, volume 4, Vve Duchesne, 1772, 677 pages ; page 589.